# Grote Prijs van Québec 2010
De eerste editie van de Canadese wielerwedstrijd Grote Prijs van Quebec werd verreden op 10 september 2010. De wedstrijd ging over 189 km, die op een plaatselijke ronde van 12 km werd verreden.
Winnaar werd Thomas Voeckler, die op 800 meter voor de streep de beslissende demarrage plaatste. Hij werd op het podium vergezeld door Edvald Boasson Hagen en Robert Gesink.

## Startlijst
Er deden 22 ploegen mee, alle 18 ProTour ploegen en 3 ProContinentale. Ook was er nog een Canadese selectie.
| 18 UCI ProTour-ploegen | 18 UCI ProTour-ploegen | 18 UCI ProTour-ploegen | 4 wildcards             |
| ---------------------- | ---------------------- | ---------------------- | ----------------------- |
| AG2R-La Mondiale       | Garmin-Transitions     | Team HTC-Columbia      | Bbox Bouygues Télécom   |
| Astana                 | Lampre-Farnese Vini    | Team Katjoesja         | BMC Racing Team         |
| Caisse d'Epargne       | Liquigas-Doimo         | Team Milram            | Cofidis                 |
| Euskaltel-Euskadi      | Omega Pharma-Lotto     | Team RadioShack        | Canadees Nationaal Team |
| Footon-Servetto-Fuji   | Quick Step             | Team Saxo Bank         |                         |
| Française des Jeux     | Rabobank               | Team Sky               |                         |

## Uitslag
| Grote Prijs van Quebec 2010 |                      |                         |          |
| Plaats                      | Naam                 | Ploeg                   | tijd     |
| Winnaar                     | Thomas Voeckler      | Bbox Bouygues Télécom   | 4u35'26" |
| 2                           | Edvald Boasson Hagen | Team Sky                | + 2"     |
| 3                           | Robert Gesink        | Rabobank                | z.t.     |
| 4                           | Ryder Hesjedal       | Team Garmin-Transitions | z.t.     |
| 5                           | Staf Scheirlinckx    | Omega Pharma-Lotto      | z.t.     |
| 6                           | Alessandro Ballan    | BMC Racing Team         | z.t.     |
| 7                           | Fabian Wegmann       | Team Milram             | z.t.     |
| 8                           | Maxime Monfort       | Team HTC-Columbia       | z.t.     |
| 9                           | Francesco Reda       | Quick Step              | z.t.     |
| 10                          | Damiano Cunego       | Lampre-Farnese Vini     | z.t.     |

2010 · 2011 · 2012 · 2013 · 2014 · 2015 · 2016 · 2017 · 2018 · 2019 · 2020-2021 · 2022 · 2023 · 2024
 Tour Down Under · 
 Ronde van Catalonië · 
 Gent-Wevelgem · 
 Ronde van Vlaanderen · 
 Ronde van het Baskenland · 
 Amstel Gold Race · 
 Ronde van Romandië · 
 Dauphiné · 
 Ronde van Zwitserland · 
 Clásica San Sebastián · 
 Ronde van Polen · 
 Vattenfall Cyclassics · 
 GP Ouest France-Plouay · 
  Eneco Tour · 
 Grote Prijs van Quebec · 
 Grote Prijs van Montreal